# 度假区高架路

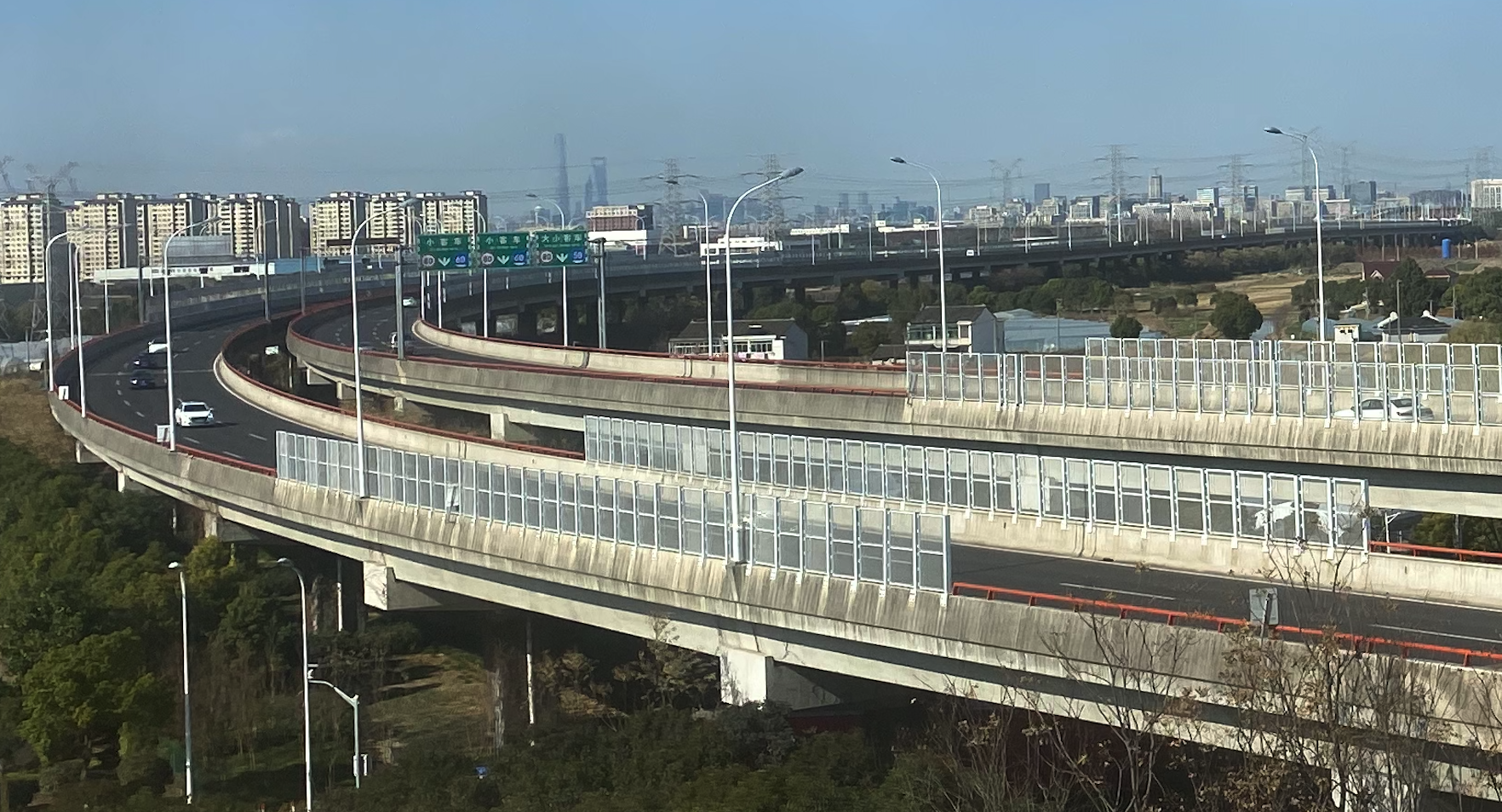
位于上海市浦东新区的度假区高架路，由南向东至迪士尼度假区

度假区高架路，原名申江高架路，是上海市迪士尼度假区配套工程之一，北起中环线申江路立交，南至度假区西入口，上跨S20，与S2相交，全长6.4公里，主线双向6车道，设计时速80公里，地面双向4车道，设计时速50公里。 2016年4月26日，中环线-S2高速段通车。 同年6月16日，随着度假区的迪士尼乐园正式开园而全线通车。
规划时该高架路常被称为申江高架路，得名于其下方的地面道路申江路。在开通前夕最终命名为度假区高架路。

## 限行
自2020年11月2日起，每日7时至20时，度假区高架路中环路至秀浦路段禁止悬挂外省市号牌小客车、未载客的出租小客车及实习期驾驶人驾驶的小客车通行（周六、周日、法定节假日除外）。

度假区高架路中环路至秀浦路段全天24小时禁止悬挂沪C号牌的小客车通行。